# 乙村
乙村（きのとむら）は、かつて新潟県北蒲原郡にあった村。

## 地理
西側は日本海に面する。

## 沿革
- 1889年（明治22年）4月1日 - 町村制施行に伴い北蒲原郡乙村、富岡村、荒井浜、大出村、小出新村、菅田村、桃崎浜の区域を以って北蒲原郡乙村が発足。
- 1901年（明治34年）11月1日 - 横田村と合併し、改めて乙村が発足。
- 1956年（昭和31年）9月30日 - 中条町と合併し、改めて中条町が発足。同日乙村廃止。

## 経済

### 産業
農業
『大日本篤農家名鑑』によれば乙村の篤農家は、「渡邊八郎次、須貝藤作、菅五右衛門、菅原辰五郎、菅原安佐三、藤村作太郎、斎藤甚作、相馬熊次郎、相馬舒平、間宮荘太郎」などがいた。

## 学校

### 小学校
- 乙村立乙小学校
- 乙村立大出小学校
- 乙村立十二天小学校

### 中学校
- 乙村立乙中学校

## 交通

### 鉄道路線
- 日本国有鉄道
  - 羽越本線
    - 平木田駅

## 出身・ゆかりのある人物
- 相馬佳一郎（新潟県多額納税者、農業）
- 初代相馬哲平（北海道多額納税者、相馬合名代表社員、函館貯蓄銀行頭取） - 荒井浜出身。